# شهرستان شهر بیضا
شهرستان شهر بیضا، شهرستانی در استان بیضا واقع در یمن است.

## خصوصیات
شهرستان شهر بیضا، ۲۹٬۸۵۳ نفر جمعیت دارد.